# Malle Brok
 For alternative betydninger, se Mallebrok. (Se også artikler, som begynder med Mallebrok)
"Malle Brok" er en sang af Lars Lilholt fra 1995.
| Musik | Spire Denne musikartikel er en spire som bør udbygges. Du er velkommen til at hjælpe Wikipedia ved at udvide den. |